# Swan Hills
Ne doit pas être confondu avec Swan Hill.
Swan Hills est une ville (town) de Big Lakes, située dans la province canadienne d'Alberta.

## Démographie
En tant que localité désignée dans le recensement de 2011, Swan Hills a une population de 1 465 habitants dans 576 de ses 718 logements, soit une variation de -10.9% avec la population de 2006. Avec une superficie de 25,438 0 km2, la possède une densité de population de 57,591 0 hab/km2 en 2011.
Concernant le recensement de 2006, Swan Hills abritait 1 645 habitants dans 625 de ses 719 logements. Avec une superficie de 25,438 0 km2, la ville possédait une densité de population de 64,7 hab/km2 en 2006.
| 2001  | 2006  | 2011  | 2016  |
| ----- | ----- | ----- | ----- |
| 1 807 | 1 645 | 1 465 | 1 301 |